# Chặng đua MotoGP Áo 2021
Chặng đua MotoGP Áo 2021 (tên chính thức 2021 Bitci Motorrad Grand Prix von Österreich) là chặng đua thứ 11 của mùa giải MotoGP 2021. Chặng đua được tổ chức ở trường đua Red Bull Ring, Áo từ ngày 13 đến ngày 15 tháng 08 năm 2021. Người chiến thắng là Brad Binder của đội đua KTM. Maverick Vinales bị đội đua Yamaha rút tên khỏi chặng đua này do có những thao tác bất thường, không thể giải thích được với chiếc xe ở chặng đua trước đó.

## Diễn biến chính
Jorge Martín có lần thứ hai liên tiếp giành pole ở trường đua Red Bull Ring. Anh để mất vị trí dẫn đầu vào tay Francesco Bagnaia sau vòng 1.
Bagnaia sau đó liên tiếp bị Martin, rồi Fabio Quartararo và Marc Marquez tấn công nhưng vẫn kiên cường giữ được vị trí dẫn đầu. Kịch tính xảy ra ở những vòng đua cuối cùng khi trời bắt đầu đổ mưa. Bagnaia bắt đầu loạng choạng và bị Marquez vượt. Tuy nhiên cả hai cùng với các tay đua thuộc nhóm dẫn đầu khác là Quartararo, Martin và cả Joan Mir đều quyết định vào pit để thay xe.
Chứng kiến cảnh này thì các tay đua ở phía sau đã chơi liều, tiếp tục sử dụng chiếc xe trang bị lốp khô trên đường ướt ở khoảng 3 vòng đua cuối cùng. Và Brad Binder là người thành công nhất với lựa chọn của mình. Anh đã giành chiến thắng MotoGP thứ hai trong sự nghiệp dù bị phạt 3 giây vì lỗi nhiều lần chạy ra ngoài đường đua. Bagnaia và Martin chỉ kịp vượt lại podium.
Marquez sau khi thay xe lại để ngã xe, vẫn cố gắng về đích thứ 15.

## Kết quả
| Stt                         | Số xe | Tay đua           | Xe      | Lap | Thời gian | Xuất phát | Điểm |
| --------------------------- | ----- | ----------------- | ------- | --- | --------- | --------- | ---- |
| 1                           | 33    | Brad Binder       | KTM     | 28  | 40:46.928 | 10        | 25   |
| 2                           | 63    | Francesco Bagnaia | Ducati  | 28  | +9.991    | 3         | 20   |
| 3                           | 89    | Jorge Martín      | Ducati  | 28  | +11.570   | 1         | 16   |
| 4                           | 36    | Joan Mir          | Suzuki  | 28  | +12.623   | 7         | 13   |
| 5                           | 10    | Luca Marini       | Ducati  | 28  | +14.831   | 17        | 11   |
| 6                           | 27    | Iker Lecuona      | KTM     | 28  | +14.952   | 16        | 10   |
| 7                           | 20    | Fabio Quartararo  | Yamaha  | 28  | +16.650   | 2         | 9    |
| 8                           | 46    | Valentino Rossi   | Yamaha  | 28  | +17.150   | 18        | 8    |
| 9                           | 73    | Álex Márquez      | Honda   | 28  | +17.692   | 14        | 7    |
| 10                          | 41    | Aleix Espargaró   | Aprilia | 28  | +18.270   | 8         | 6    |
| 11                          | 43    | Jack Miller       | Ducati  | 28  | +25.144   | 6         | 5    |
| 12                          | 9     | Danilo Petrucci   | KTM     | 28  | +25.193   | 19        | 4    |
| 13                          | 30    | Takaaki Nakagami  | Honda   | 28  | +25.603   | 12        | 3    |
| 14                          | 42    | Álex Rins         | Suzuki  | 28  | +30.642   | 13        | 2    |
| 15                          | 93    | Marc Márquez      | Honda   | 28  | +35.459   | 5         | 1    |
| 16                          | 44    | Pol Espargaró     | Honda   | 28  | +40.384   | 11        |      |
| 17                          | 35    | Cal Crutchlow     | Yamaha  | 28  | +52.950   | 20        |      |
| Ret                         | 88    | Miguel Oliveira   | KTM     | 22  | Tai nạn   | 9         |      |
| Ret                         | 5     | Johann Zarco      | Ducati  | 18  | Tai nạn   | 4         |      |
| Ret                         | 23    | Enea Bastianini   | Ducati  | 6   | Hư xe     | 15        |      |
| OFFICIAL MOTOGP RACE REPORT |       |                   |         |     |           |           |      |

Nguồn: Trang chủ MotoGP

## Bảng xếp hạng sau chặng đua
Dưới đây là bảng xếp hạng top 5 tay đua, xưởng đua và đội đua:
|   | Stt | Tay đua           | Điểm |
| - | --- | ----------------- | ---- |
|   | 1   | Fabio Quartararo  | 181  |
| 2 | 2   | Francesco Bagnaia | 134  |
|   | 3   | Joan Mir          | 134  |
| 2 | 4   | Johann Zarco      | 132  |
|   | 5   | Jack Miller       | 105  |

|   | Stt | Xưởng đua | Điểm |
| - | --- | --------- | ---- |
| 1 | 1   | Ducati    | 212  |
| 1 | 2   | Yamaha    | 209  |
|   | 3   | KTM       | 152  |
|   | 4   | Suzuki    | 138  |
|   | 5   | Honda     | 104  |

|   | Stt | Đội đua                      | Điểm |
| - | --- | ---------------------------- | ---- |
|   | 1   | Monster Energy Yamaha MotoGP | 276  |
|   | 2   | Ducati Lenovo Team           | 239  |
|   | 3   | Pramac Racing                | 200  |
| 1 | 4   | Red Bull KTM Factory Racing  | 183  |
| 1 | 5   | Team Suzuki Ecstar           | 178  |